# Lista światowego dziedzictwa UNESCO na Białorusi
Lista światowego dziedzictwa UNESCO na Białorusi – lista miejsc na Białorusi wpisanych na listę światowego dziedzictwa UNESCO, ustanowionej na mocy Konwencji w sprawie ochrony światowego dziedzictwa kulturowego i naturalnego, przyjętej przez UNESCO na 17. sesji w Paryżu 16 listopada 1972 roku i ratyfikowanej przez Białoruś 12 października 1988 roku.
Obecnie (stan na 2023 rok) na liście znajdują się cztery obiekty: trzy dziedzictwa kulturowe oraz jedno o charakterze przyrodniczym.
Na białoruskiej liście informacyjnej UNESCO – liście obiektów, które Białoruś zamierza rozpatrzyć do zgłoszenia do wpisu na listę światowego dziedzictwa, znajduje się pięć obiektów (stan na 2023 rok).

## Obiekty na liście światowego dziedzictwa UNESCO
Poniższa tabela przedstawia białoruskie wpisy na liście światowego dziedzictwa UNESCO:
Nr ref. – numer referencyjny UNESCO;
Obiekt – polskie tłumaczenie nazwy wpisu na liście wraz z jej angielskim oryginałem;
Położenie – miasto, obwód; współrzędne geograficzne;
Typ – klasyfikacja według Komitetu Światowego Dziedzictwa:
- kulturowe (K),
- przyrodnicze (P),
- kulturowo–przyrodnicze (K,P);

Rok wpisu – roku wpisu na listę;
Opis – krótki opis wpisu wraz z informacjami o jego zagrożeniu.
     Wpisy transgraniczne
| Nr ref. | Obiekt | Zdjęcie | Położenie | Typ            | Rok            | Opis |
| ------- | --- | ------- | --- | -------------- | -------------- | --- |
| 33      | Puszcza Białowieska Białowieża Forest |         | Obwód brzeski oraz Obwód grodzieński 52°39′30,8″N 23°57′21,2″E/52,658556 23,955883 | P (ix)(x)      | 1979 1992 2014 | Puszcza Białowieska to ogromny obszar lasów pierwotnych, w których występuje duża bioróżnorodność gatunkowa. Występuje tutaj najliczniejsza populacja żubra europejskiego. Wpis transgraniczny z Polską. |
| 625     | Zespół zamkowy w Mirze Mir Castle Complex |         | Mir, Obwód grodzieński 53°27′04,7″N 26°28′24,4″E/53,451319 26,473450 | K (ii)(iv)     | 2000           | Zamek został wybudowany w stylu gotyckim na przełomie XV i XVI wieku. Budynek był dwukrotnie przebudowywany, najpierw w stylu renesansowym, a następnie w stylu barokowym. W 1792 roku doszło tutaj do bitwy pod Mirem między wojskami polskimi a rosyjskimi. |
| 1187    | Południk Struvego Struve Geodetic Arc |         | Obwód brzeski oraz Obwód grodzieński 54°17′30″N 26°02′43″E/54,291667 26,045278 53°33′38″N 24°52′11″E/53,560556 24,869722 52°17′22″N 25°38′58″E/52,289444 25,649444 52°12′28″N 25°33′23″E/52,207778 25,556389 52°09′39″N 25°34′17″E/52,160833 25,571389 | K (ii)(iv)(vi) | 2005           | Na Białorusi znajduje się 5 z 34 punktów pomiarowych południka Struvego. Zostały one założone w latach 1816–1852 na terenie ówczesnej unii Szwecji i Norwegii oraz Imperium Rosyjskiego, pod nadzorem rosyjskiego naukowca Friedricha Georga Wilhelma von Struvego i rosyjskiego oficera Carla F. Tennera. Wpis transgraniczny z Estonią, Finlandią, Litwą, Łotwą, Mołdawią, Norwegią, Rosją, Szwecją oraz Ukrainą. |
| 1196    | Architektoniczny, rezydencjonalny i kulturalny zespół rodu Radziwiłłów w Nieświeżu Architectural, Residential and Cultural Complex of the Radziwill Family at Nesvizh |         | Nieśwież, Obwód miński 53°13′22″N 26°41′29″E/53,222778 26,691389 | K (ii)(iv)(vi) | 2005           | Zamek był siedzibą polskiego rodu Radziwiłłów od XVI do XX wieku. Wybudowano go w latach 1582–1600 na zlecenie Mikołaja Krzysztofa Radziwiłła. W okresie dwudziestolecia międzywojennego zamek zasłynął jako miejsce spotkania Józefa Piłsudskiego z polskimi arystokratami. |

## Obiekty na białoruskiej liście informacyjnej UNESCO
Poniższa tabela przedstawia obiekty na białoruskiej liście informacyjnej UNESCO:
Nr ref. – numer referencyjny UNESCO;
Obiekt – polskie nazwa obiektu wraz z jej angielskim oryginałem na białoruskiej liście informacyjnej;
Położenie – miasto, obwód; współrzędne geograficzne;
Typ – klasyfikacja według zgłoszenia:
- kulturowe (K),
- przyrodnicze (P),
- kulturowo–przyrodnicze (K,P);

Rok wpisu – roku wpisu na listę informacyjną;
Opis – krótki opis obiektu wraz z informacjami o jego zagrożeniu.
     Wpisy transgraniczne
| Nr ref. | Obiekt | Zdjęcie | Położenie | Typ            | Rok  | Opis |
| ------- | --- | ------- | --- | -------------- | ---- | --- |
| 1892    | Kanał Augustowski Augustow Canal |         | Obwód grodzieński 53°51′46,3″N 23°37′25,0″E/53,862861 23,623597 | K (i)(ii)      | 2004 | Kanał Augustowski został zbudowany w latach 1823–1839, aby zapewnić bezpośrednie połączenie dwóch głównych rzek, Wisły oraz Niemna. Jego długość wynosi 101 km, a średnia głębokość 2,25 m. |
| 1893    | Cerkiew Przemienienia Pańskiego oraz Sobór św. Zofii w Połocku Saviour Transfiguration Church and St. Sophia Cathedral in the town of Polatsk |         | Połock, Obwód witebski 55°30′14,7″N 28°46′50,8″E/55,504094 28,780781 55°29′10,3″N 28°45′31,3″E/55,486194 28,758694                                                                                      | K (i)(ii)      | 2004 | Cerkiew Przemienienia Pańskiego w Połocku została wybudowana w latach 1152–1161. W 1582 roku król Stefan Batory przekazał cerkiew zakonowi jezuitów. Sobór św. Zofii został wybudowany w latach 1044–1066. Katedra była dwukrotnie przebudowywana w 1447 oraz w 1618 roku. |
| 1895    | Cerkiew Świętych Borysa i Gleba w Grodnie SS. Boris and Gleb (Kalozha) Church in the city of Hrodna                                           |         | Grodno, Obwód grodzieński 53°40′42,2″N 23°49′07,3″E/53,678389 23,818694 | K (i)(ii)      | 2004 | Cerkiew została wybudowana w 1180 roku niedaleko Niemna. W kolejnych wiekach budynek przeszedł szereg remontów. W 1853 roku w wyniku osunięcia się skarpy niemeńskiej zawaliła się południowa ściana oraz apsyda. |
| 1899    | Ufortyfikowane świątynie na Białorusi, w Polsce i na Litwie Edifices for Worship of Fortress Type in Belarus, Poland and Lithuania            |         | Synkowicze, Murowanka, Komaje Obwód brzeski oraz Obwód miński 53°07′23,2″N 25°09′26,7″E/53,123111 25,157417 53°41′51,6″N 25°00′00,0″E/53,697667 25,000000 55°03′37,0″N 26°36′19,0″E/55,060278 26,605278 | K (i)          | 2004 | Wpis na listę informacyjną obejmuje trzy ufortyfikowane świątynie chrześcijańskie na Białorusi: cerkiew św. Michała Archanioła w Synkowiczach, cerkiew Narodzenia Matki Bożej w Murowance oraz kościół św. Jana Chrzciciela w Komajach. Wszystkie one powstały na przełomie XVI i XVII wieku. |
| 1901    | Drewniana architektura sakralna (XVII–XVIII w.) na Polesiu Worship wooden architecture (17th -18th centuries) in Polesye                      |         | Obwód brzeski oraz Obwód homelski | K (i)(ii)(iii) | 2004 | Nominacja na listę informacyjną obejmuje architekturę drewnianą na Polesiu, gdzie drewno jest od wieków głównym materiałem budowlanym. Architektura ta pochodzi z XVII oraz XVIII wieku. Wpis obejmujeː cerkiew w Dawidgródku, cerkiew w Kożangródku, cerkiew w Rublu, cerkiew w Wielemiczach, cerkiew w Olpieniu, cerkiew w Bereźnie, cerkiew w Zdzitowie, cerkiew w Ołtuszu, cerkiew w Chmielewie. Ponadto wskuzuje się także cerkiew w Zbirogach, cerkiew w Czersku, cerkiew w Dywinie oraz cerkiew w Stepankach. |